# سراب سیاه‌پوش
سراب سیاه‌پوش، روستایی از توابع بخش مرکزی شهرستان سلسله در استان لرستان ایران است. این روستا در ۵ کیلومتری جاده الشتر-خرم‏ آباد، بر روی یک تپه‌ی تاریخی واقع شده است. آب و هوای این منطقه، خنک و معتدل بوده و چشمه‌های زیبایی که از دل این روستا می‌جوشد، منظره زیبا و دلنشینی به آن داده است. زبان مردم این روستا لکی بوده و در این زبان، چشمه را سراب می‌گویند که به همین دلیل، این روستا سراب سیاهپوش نامگذاری شده است.

## جمعیت
این روستا در دهستان هنام قرار دارد و براساس سرشماری مرکز آمار ایران در سال ۱۳۸۵، جمعیت آن ۲۲۲ نفر (۵۱خانوار) بوده‌است.

## تاریخچه
نام قدیمی این روستا دُم بیخِرو بوده که در قدیمی ترین سند بجا مانده بصورت دم بداو غُران کتابت شده است. در فرهنگ لغت دهخدا، غران به مردمان نیکو و کریم افعال معنا گردیده است. همچنین بِدو یا بداو به معنای صحرا و بادیه آمده است. در زبان لکی، حاشیه یا کناره را دم می‌گویند.

## مشاهیر
مردمان این دیار همواره از جایگاه فرهنگی اجتماعی ممتازی در منطقه برخوردار بوده و شخصیت‏ های برجسته‏ فراوانی از ایشان به یادگار مانده است. شخصیت‌هایی مانند ملاحقعلی و ملاعوضعلی از شاعران نامدار قرن دوازدهم هجری، میرزاحسین سیاهپوش ملقب به بنان الملک از سران بنام سلسه در عصر قاجار، شهید عبدالحسین مبشر از روحانیون برجسته و موثر در راهبری نهضت اسلامی در لرستان، عبدالمجید بنان شهردار سال‏های پیش از انقلاب خرم‏ آباد و فرزندش دکتر هوشنگ بنان از اطبای بنام لرستان، تقی سیاهپوش متخلص به ناظر از شاعران برجسته‏ استان در سال‏های پس از انقلاب، ایمان سیاهپوش رئیس اداره فرهنگ استان لرستان و همچنین زادگاه شهیدان محمدرحیم احمدی و آقارضا ملکشاهی از شهدای جنگ ایران و عراق و بسیاری شخصیت‏ های برجسته‏ دیگر بوده است.